# Simiensko gorovje
Simiensko gorovje (amharsko ስሜን ተራራ; napisano tudi Semain, Simeon in Semien) v severni Etiopiji, severovzhodno od Gondarja v regiji Amhara, je del Etiopskega višavja. So svetovna dediščina in vključujejo narodni park Simien. Gore sestavljajo planote, ki so ločene z dolinami in se dvigajo do vrhov. Najvišja etiopska gora je Ras Dašen s 4550 m, drugi najvišji vrh pa je Kidis Jared s 4453 m; še en pomemben vrh je gora Biuat na 4437 m.
Gorovje Simien je izjemno, saj je eno redkih krajev v tropski Afriki, kjer redno pada sneg. Zaradi svojega geološkega izvora so gore skoraj edinstvene, le gorovje Drakensberg (Zmajevo gorovje) v Južni Afriki je bilo oblikovano na enak način in je zato videti podobno. Pomembne živali v gorah so etiopski kozorog, dželada in karakal. Etiopskih volkov je nekaj.

## Etimologija
Čeprav beseda Semien v amharščini pomeni 'sever', je po besedah Richarda Pankhursta izvorna oblika besede dejansko pomenila 'jug' v jeziku giz, ker so gore ležale južno od Aksuma, ki je bil takrat središče etiopske civilizacije. Toda v naslednjih stoletjih se je središče etiopske civilizacije premaknilo proti jugu, začelo se je misliti, da te gore ležijo na severu, pomen besede pa se je prav tako spremenil.

## Geologija in pokrajina
Gorovje Simien je nastalo pred nastankom Velikega tektonskega jarka zaradi izlivov lave pred 40 do 25 milijoni let v obdobju oligocena. Vulkan naj bi se razširil na več kot 5000 m² in povzročil debelo zaporedje bazaltne lave, debelo približno 3000–3500 m, ki se je odložilo na predkambrijski kristalinski podlagi. Večji del gorovja Simien sestavljajo ostanki ščitnega vulkana havajskega tipa. Vrh Kidus Jared je blizu sredine ščitnega vulkana. Ras Dašen (4533 m), Bwahit (4430 m) in Silki (4420 m) so nastali iz zunanjega jedra tega starodavnega vulkana.
Zdi se, da je ekstremna strmina v Simienu predpogoj za nastanek razširjene vzpetine celotnega gorskega masiva pred 75 milijoni let. Dramatični pogledi so posledica te vulkanske dejavnosti. Posebej velja omeniti 2000 m visoko pečino, ki se razprostira v osi od jugozahoda proti severovzhodu.
Obstajajo različne vrste prsti, ki so posledica razlike v geološki tvorbi, poledenitve, topografije in podnebja. Humusni andosoli so prevladujoča vrsta tal, ki jih najdemo predvsem na nadmorski višini 3000 m. Druge vrste tal so plitvi andosoli, litosoli in haplični feozemi, ki so večinoma pogosti na območju med 2500 in 3500 m. Simiensko gorovje je močno erodirano zaradi človeške prakse rabe zemljišč in topografije območja.

## Zgodovina
V delu Cosmas Indicopleustes je zapisano, da je bilo Simiensko gorovje kraj izgnanstva za podanike, ki jih je aksumitski kralj obsodil na izgon, kar daje verodostojnost legendi o kraljestvu Simien.
Prvič omenjen v Monumentum Adulitanumu iz 3. stoletja našega štetja (ki jih opisuje kot »nedostopne gore, pokrite s snegom« in kjer so vojaki hodili do kolen v snegu), prisotnost snega je nedvomno pričal jezuitski duhovnik Jerónimo Lobo iz 17. stoletja. Čeprav kasnejši škotski popotnik James Bruce trdi, da nikoli ni bil priča snegu v Simienskem gorovju, je raziskovalec iz 19. stoletja Henry Salt ne le zapisal, da je tam videl sneg (9. aprila 1814), temveč je pojasnil razlog, zakaj Bruce ni videl snega v teh gorah – Bruce si ni upal dlje od vznožja Simiensa.
Kljub svoji razgibanosti in nadmorski višini so gore posejane z vasmi, ki jih povezujejo poti.

## Legende
Staro ljudsko vraževerje glede določenih dreves, imenovanih Genvarar, je bilo dokumentirano v dnevniku Nathaniela Pearcea iz zgodnjega 19. stoletja. Genvararska drevesa so redko višja od osem čevljev in od daleč lahko dajejo videz ali obliko človeškega bitja. Ljudje teh dreves ne bi nikoli posekali, ker so vraževerno verjeli, da jih bo posledično doletelo nekaj hudega. Lokalna izročila pravijo, da drevesa vsebujejo zle duhove, ki so bili izgnani iz ljudi, in so neškodljiva, če jih ne vznemirjamo, vendar pa, ko je drevo posekano, duhovi vstopijo v človeka iz maščevanja, vendar na splošno ne v tiste, ki jih posekajo. Poleg tega drevesa proizvajajo mlečno snov, ki se uporablja za črnilo, za pisanje čarovnic, za nošenje na katerem koli delu telesa kot zdravilo za obsedene z zlimi duhovi in za preprečevanje njihovega vstopa v tiste, ki prej niso mučili z njimi. ± Mleko genvararja so uporabljali tudi pri zdravljenju dolgotrajne bolezni.